# Choujin X
Choujin X (jap. 超人X Chōjin ekkusu) – manga autorstwa Suia Ishidy, publikowana na łamach magazynu internetowego „Tonari no Young Jump” wydawnictwa Shūeisha od maja 2021.
W Polsce prawa do dystrybucji mangi nabyło Waneko.

## Fabuła
Azuma Higashi jest osobą o wielkich umiejętnościach walki oraz silnym poczuciu sprawiedliwości, a także zawsze otrzymuje dobre oceny w szkole. Jego przyjaciel Tokio Kurohara jest zupełnym przeciwieństwem Azumy: nie uważa na lekcjach i jest obserwatorem podczas walk Azumy. Mimo że są różni, ich więź jest bardzo silna. Mieszkają w rejonie, który niemal został zniszczony przez choujinów, ludzi z nadprzyrodzonymi zdolnościami. Kiedy obaj wracają do domu, spotykają choujina, który grozi im śmiercią. Nie mając innego sposobu na ucieczkę, obaj postanawiają sami zostać choujinami.

## Publikacja serii
Seria po raz pierwszy została zapowiedziana w listopadzie 2020. Pierwszy rozdział opublikowano 10 maja 2021 w magazynie internetowym „Tonari no Young Jump” wydawnictwa Shūeisha. Od 14 października 2021 do 4 lutego 2022 manga ukazywała się również w czasopiśmie „Shūkan Young Jump”, natomiast kolejne rozdziały publikowane są na stronie „Tonari no Young Jump”. Pierwsze dwa tankōbony zostały wydane 17 grudnia 2021, natomiast według stanu na 17 kwietnia 2025, do tej pory ukazało się 12 tomów.
Manga jest wydawana cyfrowo w języku angielskim przez Viz Media, a także publikowana w serwisie Manga Plus wydawnictwa Shūeisha w językach angielskim, indonezyjskim, portugalskim, hiszpańskim i rosyjskim. 16 listopada 2022 polskie wydanie zapowiedziało Waneko, premiera zaś odbyła się 1 lutego 2023.
| Nr | Język japoński    | Język japoński         | Język polski        | Język polski           |
| Nr | Data wydania      | ISBN                   | Data wydania        | ISBN                   |
| --- | ----------------- | ---------------------- | ------------------- | ---------------------- |
| 1 | 17 grudnia 2021   | ISBN 978-4-08-892166-2 | 1 lutego 2023       | ISBN 978-83-8242-399-0 |
| Lista rozdziałów - 1. Behold the man - 2. Dwa choujiny, których ścieżki się nie przecięły! (jap. 交わらず！ふたりの超人 Majiwarazu! Futari no chōjin) - 3. stand by the west - 4. 14 czerwca / innocent world (jap. 6月14日 / innocent world Rokugatsu jūyon-nichi / Innocent World) - 5. 44 - 6. FIRST APOSTASY |                   |                        |                     |                        |
| 2 | 17 grudnia 2021   | ISBN 978-4-08-892167-9 | 1 kwietnia 2023     | ISBN 978-83-8242-400-3 |
| Lista rozdziałów - 7. broiler - 8. My Benefit - 9. SINKER ① GROUNDER (jap. SINKER① ゴロボーイ SINKER① Goro bōi) - 10. SINKER ② Dead Ball - 11. SINKER ③ Night game - 12. SINKER ④ Bench warmer - 13. SINKER ⑤ pinch hitter - 14. SINKER ⑥ sayonara - 15. FLY                                                     |                   |                        |                     |                        |
| 3 | 28 maja 2022      | ISBN 978-4-08-892318-5 | 1 czerwca 2023      | ISBN 978-83-8242-401-0 |
| Lista rozdziałów - 16. Chicken and Dog - 17. Pack! Pack! - 18. Hip, hip, hurra i hopsasa! (jap. ヤンヤヤンヤでドッコイショ Yan’yayan’ya de dokkoisho) - 19. Paper Trip - 20. Moon Beast (jap. ムーンビースト Mūn bīsuto) - 21. A Cloaker                                                                         |                   |                        |                     |                        |
| 4 | 16 września 2022  | ISBN 978-4-08-892573-8 | 1 sierpnia 2023     | ISBN 978-83-8242-566-6 |
| Lista rozdziałów - 22. Siłowanie się na rękę (jap. Arm Wrestling) - 23. Q.E.F. - 24. exceeds - 25. Vision - 26. Lato na Wyspach Bestii (jap. 夏の獣島 Natsu no kemono shima) - 27. branch training (jap. ブランチトレーニング Buranchi torēningu)                                                                |                   |                        |                     |                        |
| 5 | 19 stycznia 2023  | ISBN 978-4-08-892166-2 | 1 października 2023 | ISBN 978-83-8242-567-3 |
| Lista rozdziałów - 28. festivo - 29. Black show introduction (jap. ブラックショー・イントロダクション Burakku shō intorodakushon) - 30. Chaosy – chaosyzacja (jap. 混沌化 Konton-ka) - 31. Spirala/Rasen (jap. 螺旋/Rasen Rasen/rasen) - 32. wieża żałobna (jap. 弔いの塔 Tomurai no tō) - 33. zora              |                   |                        |                     |                        |
| 6 | 19 maja 2023      | ISBN 978-4-08-892691-9 | 1 grudnia 2023      | ISBN 978-83-8242-568-0 |
| Lista rozdziałów - 34. I Got 2 know - 35. Druga liceum (jap. 高２ Kō 2) - 36. Who are you |                   |                        |                     |                        |
| 7 | 19 września 2023  | ISBN 978-4-08-892792-3 | 2 lutego 2024       | ISBN 978-83-8242-569-7 |
| Lista rozdziałów - 37. On the turn - 38. Opium (jap. 阿片 Ahen) - 39. Gdy śpisz (jap. あなたが眠るころに Anata ga nemuru koro ni) - 40. Dose me, dose me |                   |                        |                     |                        |
| 8 | 19 grudnia 2023   | ISBN 978-4-08-893018-3 | 6 czerwca 2024      | ISBN 978-83-8242-794-3 |
| 9 | 18 kwietnia 2024  | ISBN 978-4-08-893219-4 | 21 lutego 2025      | ISBN 978-83-8242-795-0 |
| 10 | 18 lipca 2024     | ISBN 978-4-08-893269-9 | 11 sierpnia 2025    | ISBN 978-83-8242-796-7 |
| 11 | 19 listopada 2024 | ISBN 978-4-08-893428-0 | —                   |                        |
| 12 | 17 kwietnia 2025  | ISBN 978-4-08-893571-3 | —                   |                        |
| 13 | 19 sierpnia 2025  | ISBN 978-4-08-893786-1 | —                   |                        |

## Odbiór
Do grudnia 2022 manga rozeszła się w nakładzie ponad 1 miliona egzemplarzy.